# Lucy Parsons
Lucy Eldine González Parsons (1853 - 7 de marzo de 1942) fue una dirigente laboral radical y anarquista comunista estadounidense recordada por su poderosa oratoria, una de las más influyentes de su tiempo.

## Biografía

### Primeros años en Texas
Lucy Parsons nació en Virginia como hija de una esclava en 1853 y en plena Guerra Civil se trasladó a la ciudad de Waco, estado de Texas. Nació siendo esclava, hija de una mexicana negra llamada Marie del Gather y de John Waller, mestizo de la nación indígena Creek. Lucy quedó huérfana a los 3 años y fue criada por un tío de nombre Oliver Gathings. Durante su juventud era conocida como Lucy González.
En 1870 Lucy conoció a Albert Parsons, un exsoldado del Ejército Confederado con el que pronto se casaría. Se casaron ilegalmente por las leyes contra la mezcla racial. Albert Parsons por esa época había recibido un tiro en una pierna y había sido amenazado con el linchamiento por defender el registro de votantes negros.
A pesar de todas las posibles recriminaciones y ataques que pudieran sufrir por ser un matrimonio interracial y él un activista por la liberación de los negros, Lucy y Albert se casaron en 1871. Tuvieron que huir de Texas hacia Chicago debido a las amenazas que recibieron.

### En Chicago
Ambos se mudaron a Chicago en 1873 y se involucraron fuertemente en el movimiento revolucionario. En Chicago Albert Parsons consiguió un empleo como auxiliar en una empresa tipográfica, mientras que Lucy abrió un taller de costura donde hacía vestidos por encargo. Al mismo tiempo los Parsons se volvieron figuras activas en organizaciones libertarias, primeramente involucrándose en el movimiento obrero a fines del siglo XIX y participando en formas de activismo revolucionario en favor de presos políticos, afrodescendientes, indigentes y mujeres.
Ambos contribuyeron con una serie de artículos y reseñas en los periódicos. Lucy escribió para el periódico The Socialist en 1878 y The Alarm, el diario de la Asociación Internacional de los Trabajadores que habían fundado, junto con otros colaboradores, en 1883.
En 1886 sin ninguna evidencia presentada a la corte que vinculase a Albert Parsons a las bombas de los episodios de Haymarket, fue preso y condenado a muerte junto con August Spies, Adolph Fischer, Louis Lingg y George Engel por el estado de Illinois, todos ellos anarquistas comprometidos con el movimiento obrero en la lucha a favor de la jornada laboral diaria de ocho horas.
La ejecución de Albert Parsons ocurrió el día 11 de noviembre del año siguiente (1887) y, junto con la ejecución de otros cuatro anarquistas se tornó un referente para todo el movimiento obrero mundial, que pasaron gradualmente a adoptar el aniversario de la Revuelta de Haymarket, 1 de mayo, como día de memoria y manifestación de la clase trabajadora.

«Los anarquistas saben que un largo período de educación precisa preceder cualquier gran cambio fundamental en la sociedad, una vez que no crean en la miseria del voto, ni en campañas políticas, pero sí en el desarrollo de individuos con pensamiento autónomo.»
Lucy Parsons, Los Principios del Anarquismo, 1890.

En 1892 tras publicar Libertad: Una publicación mensual Anarquista-Comunista Revolucionaria, Lucy Parsons casi terminó presa por el tono de sus discursos en los espacios públicos y por distribuir propaganda anarquista.

### Divergencias con Emma Goldman
En su defensa por la causa anarquista, Lucy Parsons tuvo desencuentros ideológicos con otros anarquistas contemporáneos, incluyendo a Emma Goldman, debido a su idea de considerar la cuestión de clase más importante que las cuestiones de género y a la lucha por la libertad sexual. En opinión de diversos historiadores Emma Goldman y Lucy Parsons representan diferentes generaciones del anarquismo en los Estados Unidos. Este hecho terminó en un conflicto personal e ideológico. Carolyn Ashbaugh analizó las divergencias entre ambas: 

«El feminismo de Lucy Parsons consideraba que la opresión sufrida por las mujeres era resultado directo del capitalismo, se basaba en los valores de la clase obrera. El feminismo de Emma Goldman tenía un carácter abstracto de libertad para las mujeres en todas las cosas, en todos los tiempos y en todos los lugares; su feminismo tenía un origen diferente que el de la clase obrera. Goldman representaba el feminismo defendido en el movimiento anarquista de la década de 1890. Los intelectuales anarquistas cuestionarían a Lucy Parsons sobre sus actitudes en relación a la cuestión de las mujeres.»
Carolyn, Ashbaugh, Lucy Parsons: American Revolutionary, Chicago: Charles H. Kerr Publishing, 1976.

En 1908, después de que el capitán Mahoney (del departamento de policía de Nueva York) irrumpiera en una conferencia de Goldman en  Chicago, los titulares de los periódicos decían que la popular anarquista había asistido al espectáculo, «con la singular excepción de Lucy Parsons, que no está en los mejores términos con Emma Goldman».
Parsons se dedicaba únicamente a la liberación de la clase obrera, condenando el discurso de Goldman «dirigido a las clases medias»; Goldman acusó a Parsons de montarse sobre la fama que le otorgó el martirio de su esposo. 
Las diferencias ideológicas entre Parsons y Goldman fueron en una escalada de competencia por la popularidad entre una y otra. Goldman, en su autobiografía, Living My Life, mencionó sucintamente la presencia de «Mrs. Lucy Parsons, viuda de nuestro mártir Albert Parsons», en la convención obrera de Chicago, notando que ella «tuvo una activa participación en los acontecimientos». Posteriormente, Goldman apenas hizo otra mención acerca de los orígenes como esclava en una familia sureña, y su acercamiento al anarquismo. No existe otra mención a su persona.
En un nivel más personal, Parsons pensaba que era demasiado fácil para Goldman vivir el amor y la sexualidad "libre", y hacer reivindicaciones por la liberación de la mujer y la reestructuración de las relaciones familiares, porque ella no tenía que preocuparse por quedar embarazada: Goldman sufría de una deformación uterina que le impedía tener hijos. Los métodos anticonceptivos no eran de fácil acceso para la clase trabajadora americana, como para alentar una actividad sexual que incrementaría las tasas de embarazos, sumergiendo a las familias en una pobreza aún mayor.

### Actividades a inicios delsigloXX

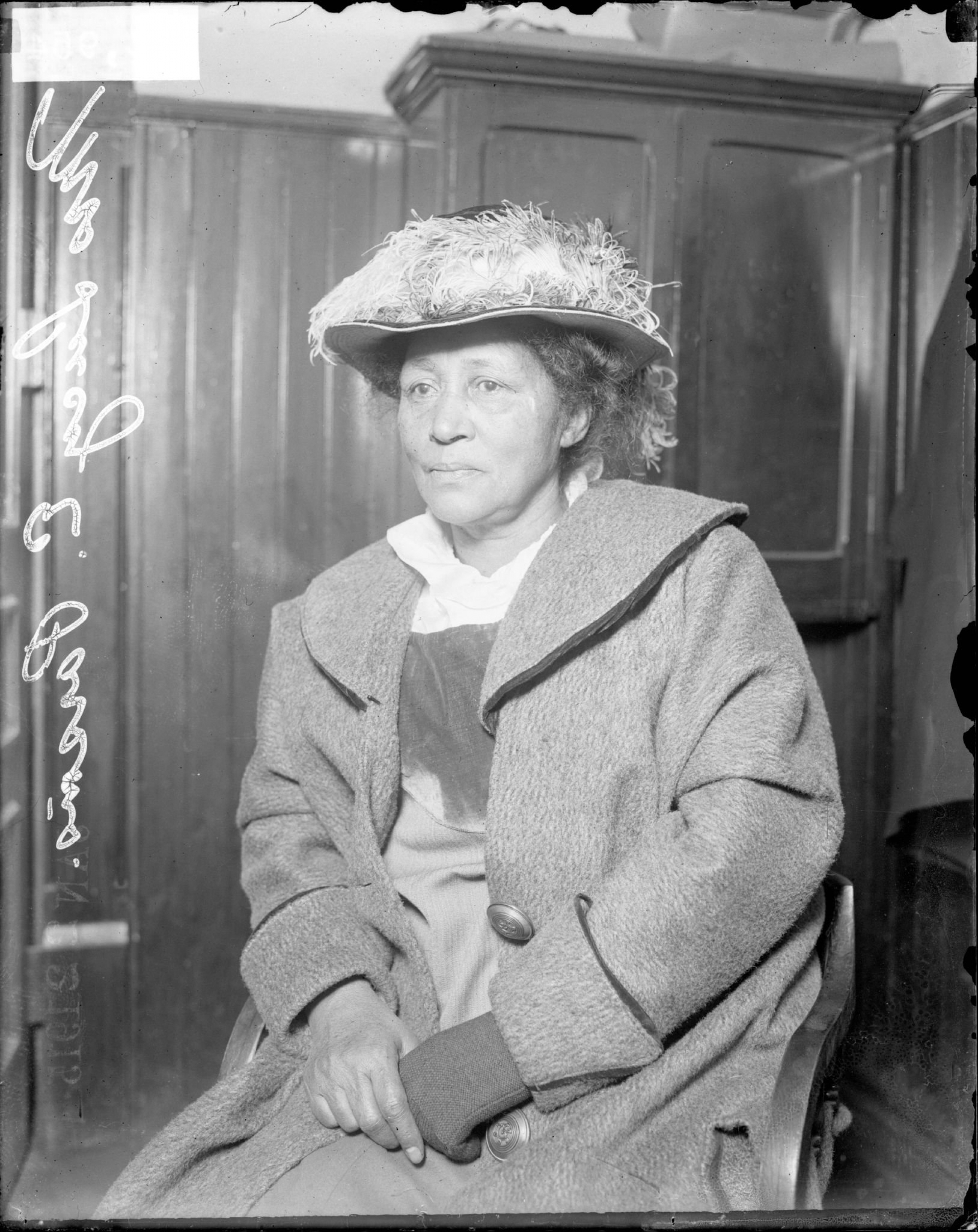
Lucy Parsons en una comisaría de policía en 1915 debido a las manifestaciones del 12 de febrero.

En 1905 participó de la fundación de la organización Industrial Workers of the World, y comenzó a editar el periódico Liberator, que servía de vehículo de comunicación para la IWW en la ciudad de Chicago. El enfoque de Lucy siempre tenía como base la lucha de clases, contra la pobreza y el desempleo. En enero de 1915 Parsons organizó personalmente Manifestaciones de hambrientos por las calles de Chicago, llevando tras de sí a la AFL y al Partido Socialista a tomar parte en una gigantesca manifestación el 12 de febrero. 
En esa ocasión, Parsons -que algunos años más tarde, en 1920 sería etiquetada por el Departamento de Policía de Chicago como «más peligrosa que mil insurrectos»-, habría dicho: «Mi concepto de la huelga en el futuro no es una paralización que a su fin la gente se vaya a su casa volviendo a sus hogares hambrientos, sino una huelga en que todos se mantendrán de paro y tomarán los medios de producción necesarios para sí.» Parsons precedió a las huelgas sit-down (sentadas) en los Estados Unidos y, más tarde, las ocupaciones de fábricas en Argentina.
En 1927 comenzó a trabajar en el Comité  Nacional de Defensa del Trabajo, una organización progresista que tenía como objetivo defender la libertad de organización de las actividades políticas de los trabajadores y se oponía a muchos episodios en que los afroamericanos habían sido injustamente acusados por crímenes que claramente no habían cometido, como en el caso de los nueve de Scottsboro y de Angelo Herndon. 
Existe una polémica en relación con uno de los pasajes de su biografía. Muchos de sus biógrafos (incluyendo al Lucy Parsons Center, la IWW y Joe Knowles) consideran que Parsons se habría unido al Partido Comunista en 1939. Mientras tanto, otros como Gale Ahrens en su ensayo "Lucy Parsons: Mystery Revolutionist, More Dangerous Than A Thousand Rioters", afirma que en su obituario publicado luego de su muerte por el Partido Comunista no hay ninguna mención sobre una eventual afiliación o sobre el hecho de haber sido miembro del partido.

### Vejez y muerte
Parsons continuó con sus feroces discursos en la Plaza Bughouse de Chicago hasta los 80 años, discursos en uno de los cuales habría inspirado a Studs Terkel. Una de sus mayores apariciones fue durante la Internacional Harvester en febrero de 1941. 
Lucy Parsons falleció el 7 de marzo de 1942, a los 89 años, ciega y debilitada por los años en un incendio accidental. Su esposo, George Markstall, murió también al día siguiente debido a las quemaduras sufridas mientras intentaba salvarla de las llamas. Aun después de muerta el estado siguió considerándola una amenaza, y por ese hecho la policía incautó su biblioteca de más de 1.500 libros con temáticas relacionadas al sexo, el movimiento obrero y la anarquía, y todos sus escritos personales. Sus restos mortales fueron enterrados junto a los de su esposo, en las proximidades del Monumento de Haymarket, en el cementerio Waldheim (actualmente Cementerio Forest Home), en Forest Park, Chicago.